# Brahmaea japonica
Brahmaea japonica (лат.) — вид ночных бабочек из семейства Брамеи. Иногда рассматривается как подвид Brahmaea wallichii. Эндемик Японии.

## Описание
Размах крыльев — 80—115 мм. Самец меньше самки. Крылья широкие с закругленным внешним краем. Фон крыльев от коричневого до чёрного. Рисунок на крыльях представлен концентрическими чередующимися волнистыми светлыми и темными линиями у корня и в дистальной половине крыльев, а также извилистой прикраевой каймой. Рисунок представлен большим числом светлых волнистых линий. На переднем крыле жилка M2 отходит чуть ниже вершины R-Cu ячейки крыла, её основание в 3—5 раз ближе к основанию М1, чем к М3. Усики перистые, с 2 парами выростов на каждом членики у самок выросты значительно короче.
Гусеницы питаются на растениях рода Бирючина (Ligustrum) из семейства маслинные (Oleaceae).